# Barbara singt Barbara
Albums de Barbara
Le Mal de vivre
(1964) Ma plus belle histoire d'amour
(1967)
Barbara singt Barbara, est le septième album de chansons enregistrées en studio par la chanteuse Barbara et son seul disque chanté en langue étrangère. L’édition originale de cet album est sortie en Allemagne en 1967.

## Origines du disque
Günther Klein, qui l’avait entendue avec quelques-uns de ses étudiants au cabaret L’Écluse, l’invita à se produire au Junges Theater de la ville de Göttingen, dont il était le directeur. À la suite du succès qu’elle remporta pendant toute une semaine de juillet 1964, un nouveau tour de chant fut envisagé pour décembre. Ce projet ne put se concrétiser. Cependant, à l’issue de cette rencontre bouleversante avec ce nouveau public, Barbara avait écrit les premières lignes d’une chanson d'hommage, comme un symbole de la réconciliation entre deux peuples. Une fois achevée, Göttingen fut enregistrée sur son deuxième album, qui parut en octobre 1965. En mai 1967, elle se rendit à Hambourg pour apprendre et enregistrer dix de ses chansons – traduites en allemand par Walter Brandin. L’enregistrement terminé, Barbara se rendit à Göttingen pour donner un nouveau récital, le 4 octobre 1967, à la Stadthalle où elle chanta Göttingen en français et en allemand. En 1988, Barbara sera citée à l’Ordre du mérite fédéral allemand, au nom de l’amitié entre les peuples et recevra la Médaille d’honneur de la ville de Göttingen. Le 22 novembre 2002, la plaque d’une nouvelle rue, la Barbarastrasse, est dévoilée.

## Édition originale de l’album
- Allemagne, juin 1967 : Barbara singt Barbara – Zum ersten Mal in deutscher Sprache[2], disque microsillon 33 tours/30cm, Philips (842 151).

– Pochette : photographie en noir et blanc, réalisée par Jean Louis Dumont. Texte de présentation de l'écrivain, Georg Stephan Troller.
– Enregistrement : stéréophonique.

### Réalisation
Les chansons ont été enregistrées au studio Philips de Hambourg, du 6 au 10 mai 1967.

### Musiciens
- Barbara : piano.
- Michel Gaudry : contrebasse.
- Joss Baselli : accordéon

### Chansons
Écrites et composées par Barbara, les chansons ont été fidèlement traduites en allemand par Walter Brandin.
Face 1
| No | Titre                                                    | Durée      |
| -- | -------------------------------------------------------- | ---------- |
| 1. | Göttingen                                                | 2 min 39 s |
| 2. | Paris im August (Paris 15 août)                          | 2 min 54 s |
| 3. | Eine winzige Kantate (Une petite cantate)                | 2 min 16 s |
| 4. | Sag, wann bist du bei mir ? (Dis, quand reviendras-tu ?) | 3 min 26 s |
| 5. | Nantes                                                   | 4 min 32 s |

Face 2
| No | Titre                                                                     | Durée      |
| -- | ------------------------------------------------------------------------- | ---------- |
| 1. | Pierre                                                                    | 3 min 58 s |
| 2. | Wenn schon sterben, dann schon sterben (À mourir pour mourir)             | 2 min 50 s |
| 3. | Die Einsamkeit (La Solitude)                                              | 2 min 58 s |
| 4. | Mein Kompliment (Chapeau bas)                                             | 2 min 54 s |
| 5. | “Ich liebe dich”, kann ich nicht sagen (Je ne sais pas dire “je t’aime”). | 3 min 46 s |

## Discographie liée à l’album
Identifications des différents supports :
LP (Long Playing) = Microsillon 33 tours/30 cm.
CD (Compact Disc) = Disque compact.

### Rééditions de l’album
- Allemagne, juin 1967 : Barbara singt Barbara – Zum ersten Mal in deutscher Sprache[2], LP Philips, coll. « Twen-serie 63 » (842 151).

– Pochette identique à l’édition originale.
- France, janvier 2002 : Barbara singt Barbara – Zum ersten Mal in deutscher Sprache, CD Mercury/Universal (063 176-2)[4].

– Reproduction en digipak de la pochette originale.

### Publications contenant les 10 chansons de l’album
- France, mars 1992 : Bobino 67 – Barbara singt Barbara, CD Philips/Phonogram (510 757-2)[5].

– 20 titres, dont les 9 de l’album.
– La photo en noir et blanc de la couverture du livret a été réalisée par Marcel Imsand.
- Allemagne, septembre 1998 : Barbara singt Barbara in deutscher sprache, CD Mercury/Universal (558 519-2).

– 20 titres, dont les 9 de l’album.
– La photo de couverture du livret est identique à l’édition originale.